# Styvnörel
Styvnörel (Minuartia laricifolia) är en nejlikväxtart. Styvnörel ingår i släktet nörlar, och familjen nejlikväxter.

## Underarter
Arten delas in i följande underarter:
- M. l. kitaibelii
- M. l. laricifolia
- M. l. ophiolitica
- M. l. diomedis

## Bildgalleri

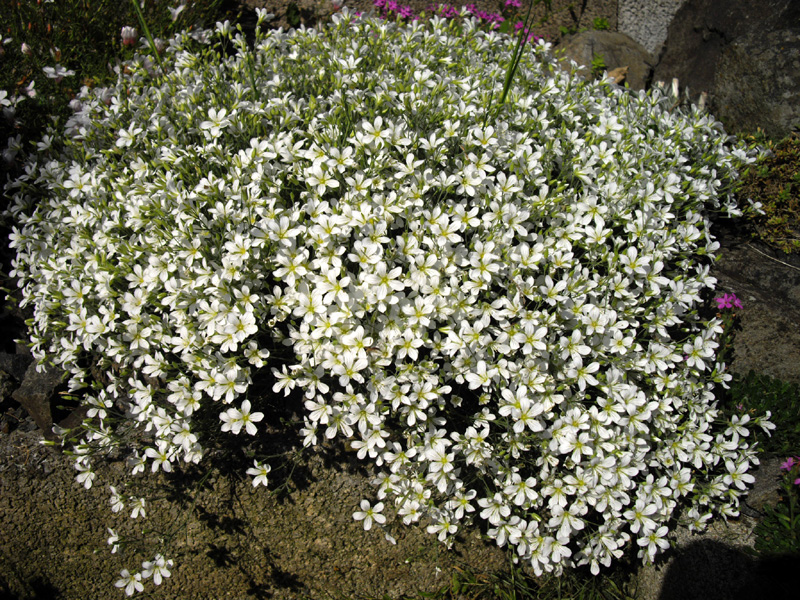
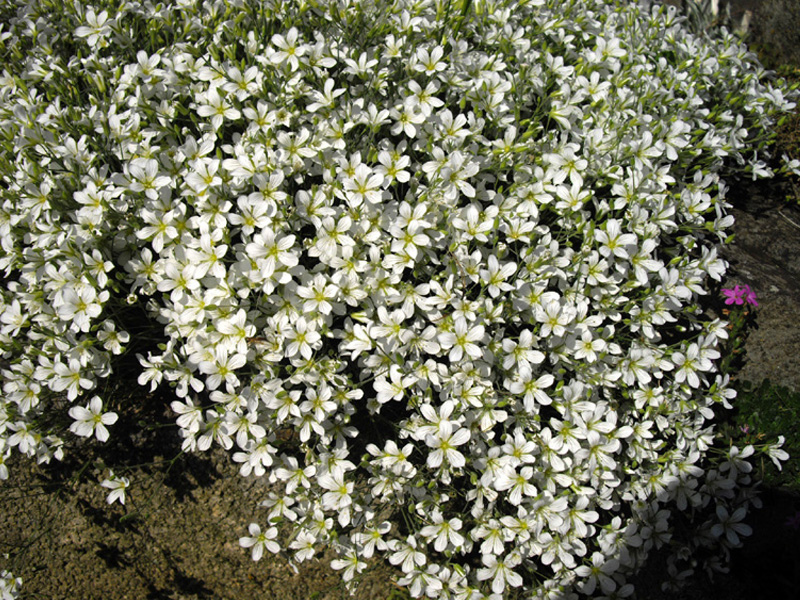
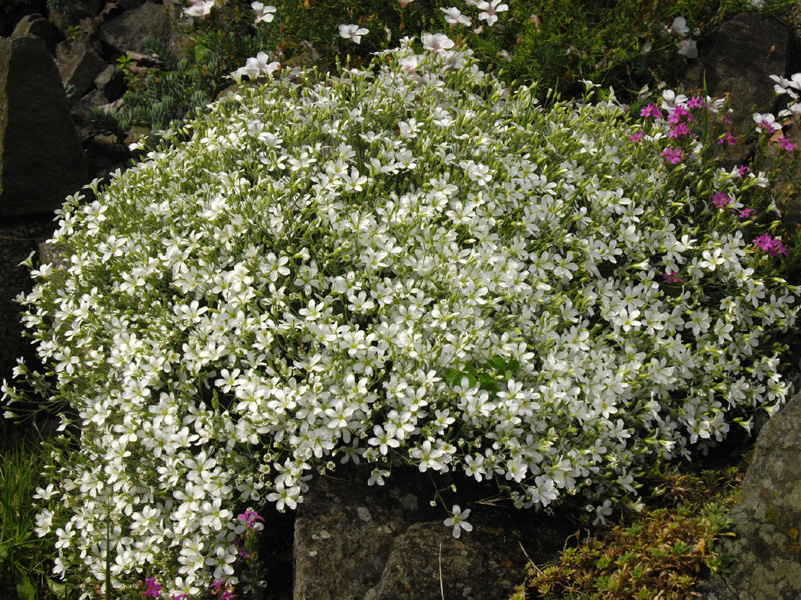
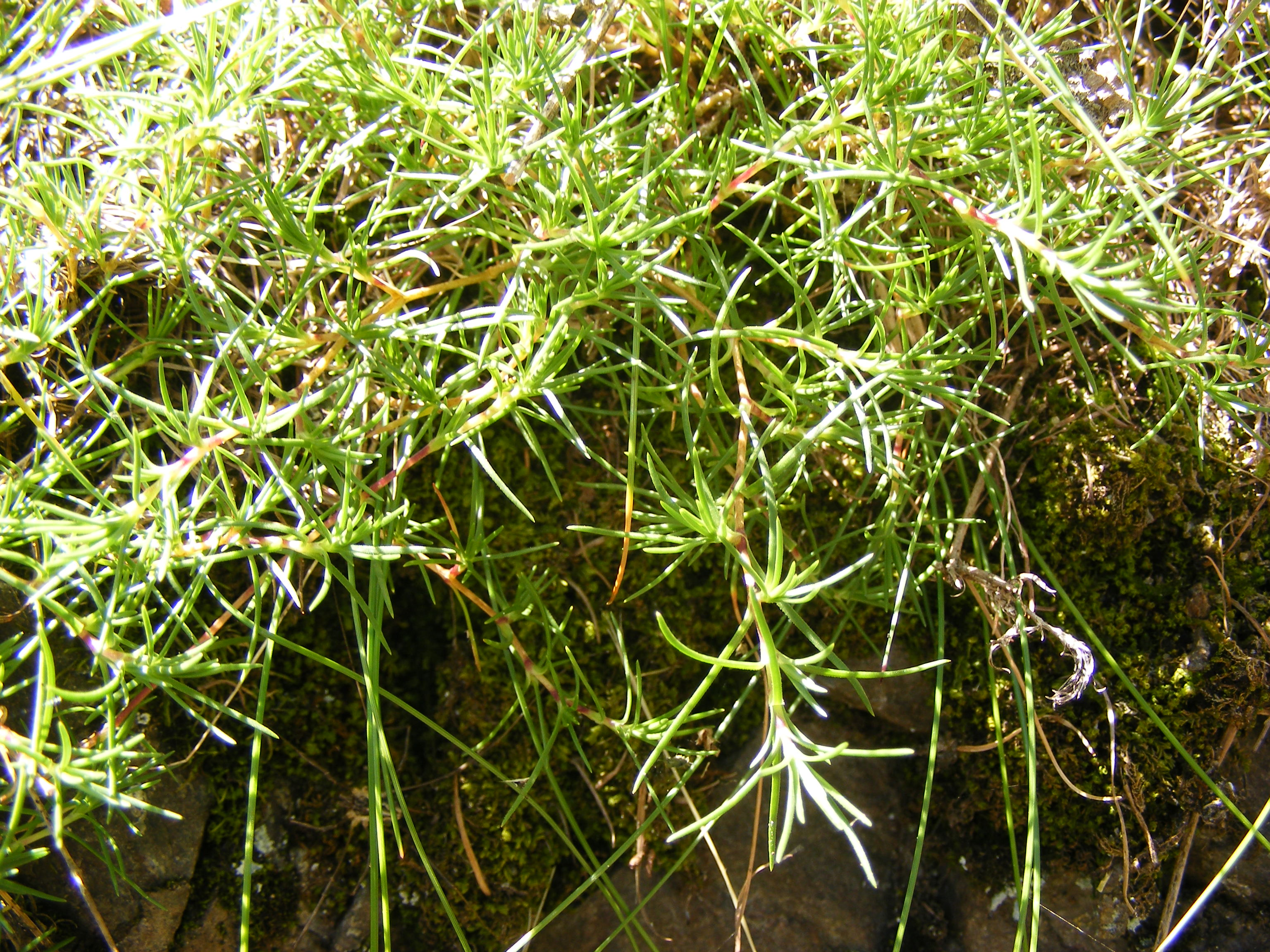
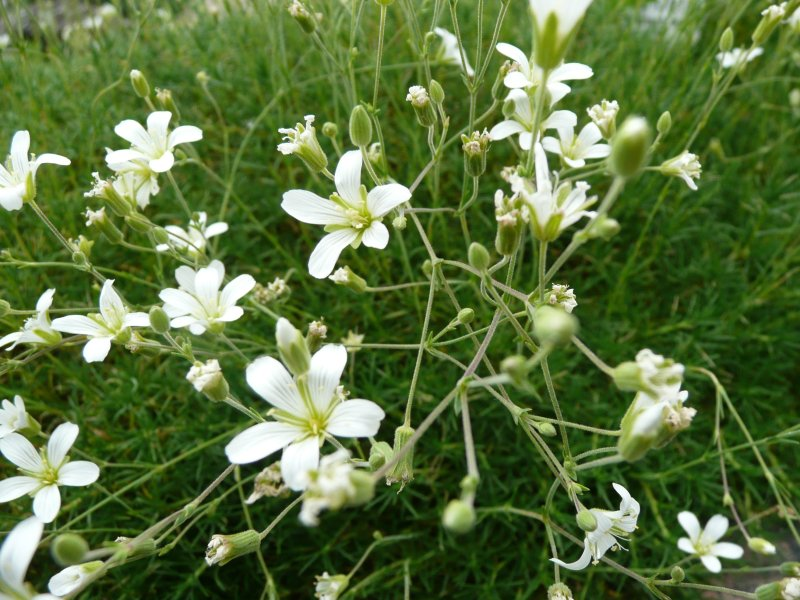
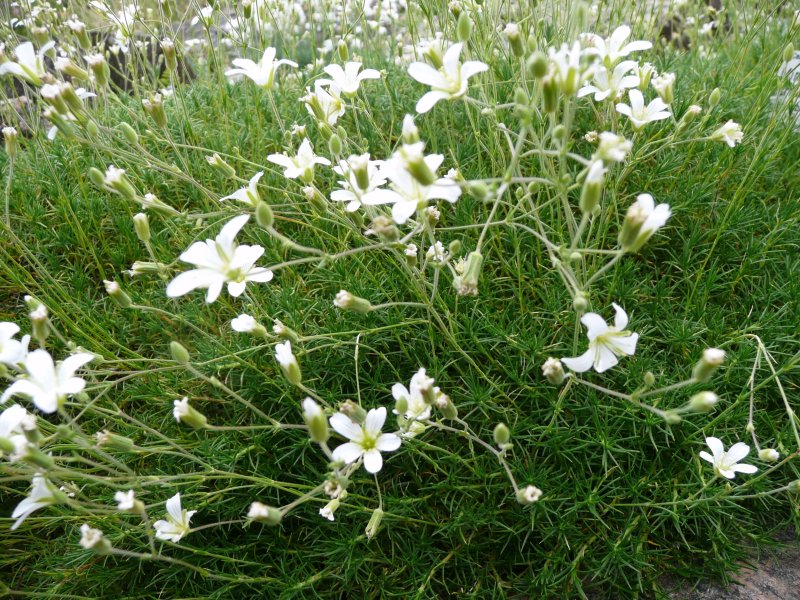